# إلون جاي فارنزورث
إلون جاي فارنزورث (بالإنجليزية: Elon J. Farnsworth) هو ضابط أمريكي، ولد في 30 يوليو 1837 في بلدة غرين أوك في الولايات المتحدة، وتوفي في 3 يوليو 1863 في جيتيسبيرغ في الولايات المتحدة.